# Viva La Money
Singles de Tina Turner
Acid Queen
(1978) Root, Toot Undisputable Rock 'n Roller
(1978)
Pistes de Rough
The Woman I'm Supposed to Be
(3) Funny How Time Slips Away
(5)
Viva la Money est une chanson de Tina Turner, issue de son troisième album studio Rough. Elle sort en 1978 en tant que premier single de l'album.